# Jan Betulin
Jan Betulin, död den 23 maj 1759, var krögare på Fjäderholmarna på 1750-talet. Han var gift med Anna Andersdotter Lund. Förutom krogen på Fjäderholmarna bedrev han också en viss utlåningsverksamhet och blev med tiden en förmögen person. Han bodde vid denna tid på Södergarns gård på Lidingö. Gården arrenderade han av grevinnan Ulrika Kristina Wellingk (1687–1766), änka efter Johan Claesson Banér (1659-1736), innehavare av Djursholms gods inkluderande Lidingö. 
Jan Betulin är känd för att ha köpt Björkskärs och Lilla Nassa skärgårdar på 1740-talet och för sitt testamente upprättat den 16 april 1759, som är grundorsaken till att dessa skärgårdar idag ägs privaträttsligt av Lidingö stad, fast ögrupperna administrativt tillhör Värmdö kommun.

## Jan Betulins kvarlåtenskaper
Se även Björkskärs historia
Av bouppteckningen 1759 efter Jan Betulin framgår bland annat följande poster, värderat i Daler kopparmynt:
- Skärgårdarna Björkskärs- och Lilla Nassa skärgård: totalt 600
- En ko: 60
- En invändigt förgylld silverkanna som enligt testamentet skulle skänkas till Lidingö kyrka: 585.
- En hagelbössa: 6
- En skötbåt: 30
- En släde med fimmelstång: 9
- Penningfordringar: totalt 13 700

Bouppteckning upptog över 300 poster. Som jämförelse hade hans dräng Matsson en årslön på 120 daler kopparmynt och pigan 48 daler. Enbart Betulins fordringar motsvarade såldes cirka 115 årslöner för en dräng på 1750-talet.
I sitt testamente angav Betulin att silverkannan, som skulle skänkas till Lidingö kyrka vid hans frånfälle, skulle förses med en ingravering som angav honom och hustrun som givare. Kannan tillhör fortfarande Lidingö kyrka. En ingraverad text på kannans undersida lyder: "Gud till äkta samt Lidingö kÿrcka till tienst och nÿtta Hafwer borgaren och arrendatoren af Fiederholmen och Södergarn Jan Betulin och dess hustru Anna Andersdotter Lund, gifvit denna kanna af 130 lod åhr 1759". 

### Fotnoter
1. ↑  Jan Betulins testamente från 1759 finns bevarat i original i Lidingö stads arkiv.
2. ↑  130 lod motsvarar 1,7 kg.